# 第14回ゴールデンラズベリー賞
第14回ゴールデンラズベリー賞は、第66回アカデミー賞授賞式前日の1994年3月20日にハリウッド・ルーズベルト・ホテルで発表・授賞式が行われた。

## 受賞とノミネートの一覧
受賞は太字、それ以外はノミネートである。

### 最低作品賞
- BODY/ボディ
- クリフハンガー
- 幸福の条件
- ラスト・アクション・ヒーロー
- 硝子の塔

### 最低男優賞
- ウィリアム・ボールドウィン - 硝子の塔
- ウィレム・デフォー - BODY/ボディ
- ロバート・レッドフォード - 幸福の条件
- バート・レイノルズ - コップ・アンド・ハーフ
- アーノルド・シュワルツェネッガー - ラスト・アクション・ヒーロー

### 最低女優賞
- メラニー・グリフィス - ボーン・イエスタデイ
- ジャネット・ジャクソン - ポエティック・ジャスティス/愛するということ
- マドンナ - BODY/ボディ
- デミ・ムーア - 幸福の条件
- シャロン・ストーン - 硝子の塔

### 最低助演男優賞
- トム・ベレンジャー - 硝子の塔
- ウディ・ハレルソン - 幸福の条件
- ジョン・リスゴー - クリフハンガー
- クリス・オドネル - 三銃士
- キアヌ・リーブス - から騒ぎ

### 最低助演女優賞
- アン・アーチャー - BODY/ボディ
- サンドラ・ブロック - デモリションマン
- コリーン・キャンプ - 硝子の塔
- フェイ・ダナウェイ - 派遣秘書
- ジャニン・ターナー - クリフハンガー

### 最低監督賞
- ウリ・エデル - BODY/ボディ
- ジェニファー・チェンバース・リンチ - ボクシング・ヘレナ
- エイドリアン・ライン - 幸福の条件
- ジョン・マクティアナン - ラスト・アクション・ヒーロー
- フィリップ・ノイス - 硝子の塔

### 最低脚本賞
- BODY/ボディ - ブラッド・マーマン、原作のパトリシア・コーンウェル
- クリフハンガー - マイケル・フランス、シルヴェスター・スタローン
- 幸福の条件 - エイミー・ホールデン・ジョーンズ、原作のジャック・エンゲルハード
- ラスト・アクション・ヒーロー - シェーン・ブラック、デヴィッド・アーノット、ザック・ペン、アダム・レフ
- 硝子の塔 - ジョー・エスターハス

### 最低新人賞
- ロベルト・ベニーニ - ピンク・パンサーの息子
- メイソン・ギャンブル - わんぱくデニス
- ノーマン・D・ゴールデン - コップ・アンド・ハーフ
- ジャネット・ジャクソン - ポエティック・ジャスティス/愛するということ
- オースティン・オブライエン - ラスト・アクション・ヒーロー

### 最低主題歌賞
- "Addams Family" - アダムス・ファミリー2
- "Big Gun" - ラスト・アクション・ヒーロー
- "In All The Right Places" - 幸福の条件